# Lonchaea martini
Lonchaea martini är en tvåvingeart som beskrevs av Mcalpine 1964. Lonchaea martini ingår i släktet Lonchaea och familjen stjärtflugor. Inga underarter finns listade i Catalogue of Life.